# Plebejus macleayi
Plebejus macleayi är en fjärilsart som beskrevs av Semper 1879. Plebejus macleayi ingår i släktet Plebejus och familjen juvelvingar. Inga underarter finns listade i Catalogue of Life.